# تأشيب بدالي صنفي

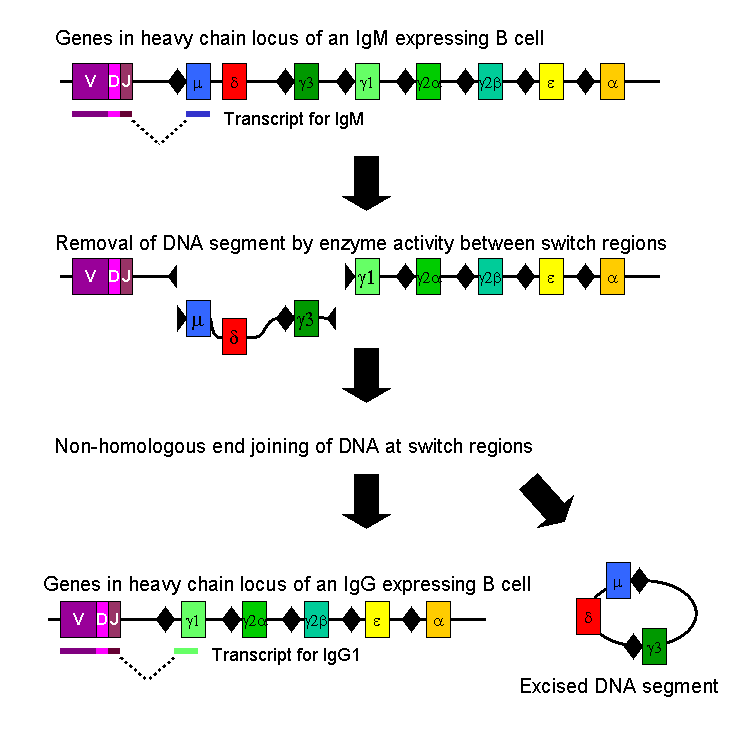

التأشيب البدالي الصنفي (بالإنجليزية: class-switch recombination)‏ هي آلية البيولوجية التي يتغير بموجبها إنتاج الأضداد من قبل الخلية البائية من صنف معين إلى آخر مثل تحول النمط الإسوي للكريين المناعي م للنمط الإسوي للكريين المناعي ج.